# York Theatre Royal
Résidence
Le York Theatre Royal est un théâtre britannique situé St. Leonard’s Place dans la ville de York.
De nombreux acteurs ou dramaturges ont foulé ses planches : Judi Dench, Gary Oldman, Pierce Brosnan, Honor Blackman etc.